# Derenbach (Bröl)
Der Derenbach ist ein 7,7 km langer, linker Nebenfluss der Bröl in Ruppichteroth (Nordrhein-Westfalen, Deutschland).

## Geographie
Der Bach entspringt östlich der zur Gemeinde Ruppichteroth gehörenden Ortschaft Derenbach auf einer Höhe von 262 m ü. NHN. Nach Westen fließend nimmt der Bach mehrere kürzere Nebenflüsse auf. Wichtigster ist der 1,8 km lange Heidchesbach. Nach einer Flussstrecke von 7,7 km mündet der Bach linksseitig auf 79 m ü. NHN in die Bröl. Bei einem Höhenunterschied von 183 m entspricht das mittlere Sohlgefälle 23,8 ‰.

## Einzugsgebiet und Zuflüsse
Das Einzugsgebiet des Derenbachs ist 10,815 km² groß und entwässert über Bröl, Sieg und Rhein in die Nordsee.
Zum Wassereinzugsgebiet gehören die Ortschaften
Derenbach,
Holenfeld,
Schmitzdörfgen,
Bechlingen,
Hatterscheid,
Tanneck,
Fußhollen,
Litterscheid,
Winterscheider Mühle,
Winterscheid,
Schreckenberg,
Stockum
und die untergegangene, frühmittelalterliche Befestigung Rennenburg.
| Stat. in km | Name         | GKZ     | Lage   | Länge in km | EZG in km² | Mündung       |
| ----------- | ------------ | ------- | ------ | ----------- | ---------- | ------------- |
| 006,20      | N. N.        | 2726812 | rechts | 000,8390    |            | Bechlingen    |
| 004,20      | Heidchesbach | 272682  | rechts | 001,7550    | 0000,9740  | Winterscheid  |
| 003,70      | Zählbach     | 272684  | links0 | 001,8860    | 0001,0200  | Winterscheid  |
| 002,20      | Königsbach   | 272686  | links0 | 001,9690    | 0001,4180  | Schreckenberg |

Zwischen der Quelle und der Winterscheider Mühle ist das Bachgebiet als Biotop ausgewiesen.
Durch das Derenbachtal führt die Kreisstraße 17. Südlich wird die Wasserscheide von dem Nutscheid gebildet, nördlich von dem Winterscheider Höhenrücken.